# We of the Never Never
We of the Never Never is een Australische speelfilm uit 1982, geregisseerd door Igor Auzins. De film is gebaseerd op de roman We of the Never Never (1908) van Aeneas Gunn.
Jeannie Gunn gebruikte de naam van haar overleden echtgenoot als auteur. In het in 1908 gepubliceerde boek beschrijft ze het harde leven op Elsey Station nabij Mataranka en de Roper River in het Northern Territory. Ze woonde er in 1903 ongeveer een jaar tot haar man stierf aan dysenterie en terugkeerde naar Melbourne. Later schreef ze ook nog ´My little black princess' over een jong aboriginal meisje dat bij hen op Elsey Station woonde.
Nabij Mataranka staat een replica van Elsey Homestead die gebruikt is voor de verfilming. Het is een drukbezochte toeristische trekpleister. 

## Rolverdeling
| Acteur                | Personage    |
| --------------------- | ------------ |
| Angela Punch McGregor | Jeannie Gunn |
| Arthur Dignam         | Aeneas Gunn  |
| Martin Vaughan        | Dan          |
| John Jarratt          | Dandy        |
| Lewis Fitz-Gerald     | Jack         |
| Tony Barry            | Mac          |
| Tom E. Lewis          | Jackaroo     |
| Donald Blitner        | Goggle Eye   |
| Mawuyul Yanthalawuy   | Rosie        |
| Cecil Parkee          | Cheon        |
| Sibina Willy          | Bett Bett    |
| Tex Morton            | Landlord     |
| Kim Chiu Kok          | Sam Lee      |
| Sally McKenzie        | Carrie       |